# Île Nue de Mingan
Île Nue de Mingan är en ö i Kanada.   Den ligger i provinsen Québec, i den östra delen av landet, 1 000 km nordost om huvudstaden Ottawa. Arean är 2,3 kvadratkilometer. Ön ligger i Archipel-de-Mingans nationalpark. På grund av den känsliga naturen på ön är den förbjudet område förutom strandlinjen.
Terrängen på Île Nue de Mingan är mycket platt. Den sträcker sig 3,1 kilometer i nord-sydlig riktning, och 1,1 kilometer i öst-västlig riktning.